# Пузанець яйцеподібний
Пузанець яйцеподібний (Hyphydrus ovatus) — вид водних жуків родини плавунців (Dytiscidae).

## Поширення
Палеарктичний вид. Мешкає в Європі, Північній Азії до Байкалу та на Близькому Сході. Віддає перевагу стоячій воді або місцям зі слабкою течією на невеликих струмках. Як майже всі жуки-плавунці, він може добре літати та поширюється в різних біотопах, таких як садові ставки та нещодавно створені водойми.

## Опис
Жук завдовжки 4,5–5 міліметрів. Тіло іржаво-червоне, іноді з нечіткими плямами. Самці мають блискуче забарвлення, а самиці матове.
Личинка довжиною до 1,5 сантиметрів і міцної будови має білуваті горизонтальні смуги на коричневому тілі. Вражає довгий лобовий ріг личинки. Дослідження показали, що цей ніс має механорецептори на кінчику, які, як тактильні сенсорні органи, полегшують виявлення здобичі в мулі та між залишками рослин. Частина цього відростка біля ротових кінцівок містить маленькі зуби з хітину, які використовуються для утримання здобичі. За допомогою мандибулів, спеціально зчленованих у цих личинок жуків, черви і личинки комах притискаються знизу до цього зубчастого відростка, який нагадує верхню щелепу хребетних, і таким чином ловляться.